# Pashtana Durrani
Pashtana Durrani (1997) es una activista afgana defensora de los derechos humanos que lucha por el acceso de las niñas y las mujeres a la educación.

## Trayectoria
La familia de Durrani huyó de Afganistán a finales de la década de 1990 debido a la guerra civil y la presencia de los talibanes. Durrani nació en un campo de refugiados cerca de Quetta en Pakistán. Su familia valoraba la educación siendo su lema “Puedes pasar hambre, pero no un día sin aprender algo”. En el campo de refugiados, sus padres crearon una escuela para niñas en su casa en 2001 y sus tías convencieron a las familias reticentes para que dejaran ir a sus hijas. En 2016, Durrani regresó a Kandahar con su familia. El padre de Durrani murió cuando ella tenía 21 años, lo que la obligó a convertirse en la sustentadora de la familia.
En 2018, Durrani fundó LEARN Afghanistan, una ONG centrada en ofrecer educación a las niñas y mujeres afganas. Cuando los talibanes tomaron el poder en Afganistán en 2021, la organización dirigía 18 escuelas digitales en el sur de Afganistán. Tras la caída de Kabul en agosto de 2021, Durrani pasó a la clandestinidad. LEARN Afghanistan reanudó sus operaciones, de manera encubierta, un mes después de la toma del poder de los talibanes.
Durrani abandonó Afganistán en octubre de 2021 tras la llegada al poder de los talibanes. En ese momento, estaba estudiando ciencias políticas en la Universidad Americana de Afganistán. En noviembre de 2021 comenzó a trabajar como investigadora visitante en Wellesley College y ha investigado cómo mejorar la distribución de la ayuda humanitaria y mitigar la corrupción financiera de su país.
En 2022, Durrani publicó sus memorias tituladas Last to Eat, Last to Learn.

## Reconocimientos
En 2021, Durrani fue nombrada una de las 100 mujeres de la BBC. En 2022, fue ganadora de la Cumbre de Jóvenes Activistas. En 2023, Durrani recibió el Global Citizen Prize por su trabajo. También ha sido nombrada Global Education Champion por el Malala Fund.